# International Premier Tennis League
A International Premier Tennis League (IPTL, oficialmente Coca-Cola International Premier Tennis League Presented by Qatar Airways devido a contrato de patrocínio com a Coca-Cola e Qatar Airways) é uma liga esportiva por equipes de tênis, realizado anualmente, com sede em diversos países da Ásia. Fundada em 2013, o torneio exibição de elite estreou em novembro de 2014. Devido a problemas financeiros o torneio não foi realizado em 2017.

## Formato
Quatro equipes consistindo de até dez jogadores vão competir em 24 rodadas de melhor-de-cinco, que será em quatro cidades entre 28 de novembro e 13 de dezembro, consistindo em simples masculino, simples feminino, duplas masculinas, duplas mistas e, se necessário, a escolha de lendas tiebreak para decidir a partida. Ao contrário de um jogo padrão de tênis, o tiebreak pode ser invocado se a pontuação chegar a 5 em um jogo, ao invés do normal, que é quando a pontuação chega a 6 em qualquer conjunto.

## Edições

### 2014
Para o torneio de 2014, os número um do mundo, Novak Djokovic e Serena Williams, estão confirmados para tomar parte, bem como os ativos #1 antigos Roger Federer, Lleyton Hewitt, Caroline Wozniacki, Victoria Azarenka e Ana Ivanovic e ex-campeões de Grand Slam Pete Sampras, Carlos Moyá, Goran Ivanišević, Andy Murray e Andre Agassi, entre muitos outros.

### 2016
Para 2016, foi noticiado que apenas 4 equipes das 5 anteriores iriam participar. O UAE Royals enquanto participa não irá jogar nenhuma partida e seu país.

## Patrocínio
Em 3 de Novembro de 2014, a IPTL anunciou que a The Coca-Cola Company havia se tornado a patrocinadora do título da liga.
Em 26 de Novembro de 2014, a IPTL anunciou que a Qatar Airways havia se tornado a patrocinadora a qual liga é apresentada.

## Campeões
| Ano  | Campeão                | Jogador(es) ícone          | Placar | Finalista       | Sede da Final (piso)                | Cidade           |
| ---- | ---------------------- | -------------------------- | ------ | --------------- | ----------------------------------- | ---------------- |
| 2014 | Indian Aces (1)        | Roger Federer Pete Sampras | 29–15  | UAE Royals (1)  | Indira Gandhi Indoor Stadium (Duro) | Nova Deli, Índia |
| 2015 | Singapore Slammers (1) | Andy Murray                | 26–20  | Indian Aces (1) | Singapore Indoor Stadium (Duro)     | Singapura        |
| 2016 | Singapore Slammers (2) | Nick Kyrgios               | 30–14  | Indian Aces (2) | Gachibowli Indoor Stadium (Duro)    | Hyderabad, Índia |